# Eldorado (Gedicht)
Eldorado ist ein Balladen-Gedicht von Edgar Allan Poe. Es wurde zuerst am 21. April 1849 in der Ausgabe des Bostoner Flag of Our Union-Magazins veröffentlicht – zu einer Zeit, in der Poe das Schreiben vernachlässigte und sich verstärkt der Lehre widmete.

## Zusammenfassung und Analyse
Das Gedicht beschreibt die Reise eines ritterlichen Edelmannes auf der Suche nach dem legendären Eldorado. Er verbringt den Großteil seines Lebens mit dieser Aufgabe. Mit hohem Alter trifft er schließlich einen "wandelnden Schatten", der ihm den Weg durch das "Tal der Schatten" weist.
Die Ballade besteht aus vier Strophen à sechs Versen. Poe verwendet in der Mitte jeder Strophe den Begriff shadow mit jeweils unterschiedlicher Bedeutung: 
1. ein normaler Schatten, ein vor einfallendem Licht verdeckter Bereich,
2. eine Metapher, die Schwermut ausdrückt,
3. einen Geist und
4. das Totenreich, das Tal der Schatten.

Anlass zur Entstehung des Gedichts war vermutlich der Kalifornische Goldrausch, der zur Zeit der Veröffentlichung herrschte.

## Trivia
Jonathan Adams komponierte 1993 basierend auf Eldorado und zwei weiteren Gedichten Poes (Hymn und Evening Star) das Stück Three songs from Edgar Allan Poe für SATB-Chor und Klavier. Weiterhin war es die Grundlage für einen Liedtext auf Donovans Musikalbum Sutras von 1996. Das Frankfurter Musik-Projekt Sopor Aeternus beschließt sein Album Songs from the inverted Womb aus dem Jahr 2004 mit Poes Text. Das Gedicht wird auch von Goblin Market und Craig Owens gesungen.
Im Western Eldorado von 1966 mit John Wayne und Robert Mitchum wird das Gedicht mehrfach zitiert, die deutsche Synchronübersetzung lehnt sich allerdings nur locker an das Original an.

## Text
Gaily bedight,

A gallant knight,

In sunshine and in shadow,

Had journeyed long,

Singing a song,

In search of Eldorado.

But he grew old,

This knight so bold,

And o'er his heart a shadow,

Fell as he found,

No spot of ground,

That looked like Eldorado.

And, as his strength,

Failed him at length,

He met a pilgrim shadow;

"Shadow," said he,

"Where can it be,

This land of Eldorado?"

"Over the mountains

Of the moon,

Down the Valley of the Shadow,

Ride, boldly ride,"

The shade replied,

"If you seek for Eldorado!"

## Übersetzung
Mit gutem Plan 

ein Edelmann

in der Sonne und im Schatten

ist lang geirrt,

ein Lied gezirrt,

auf der Suche nach El Dorado.

Doch ward er alt

der Mann so strahl’nd

und auf seinem Herzen ein Schatten

fiel, als er fand

kein’ Flecken Land,

der gleichkam El Dorado.

Wie ohne Kraft

er ’letzt entschlafft,

traf er einen wandelnden Schatten:

„Schatten!“, sprach er,

„Wo kann es sein –

Dieses Land El Dorado?“

„Hinter den Bergen des Mondes

tief im Tal der Schatten.

Reit’ kühn, reit’“,

dieser sprach g’scheit,

„wenn du suchst nach El Dorado!“